# GP1BB
GP1BB (англ. Glycoprotein Ib platelet beta subunit) – білок, який кодується однойменним геном, розташованим у людей на короткому плечі 22-ї хромосоми. Довжина поліпептидного ланцюга білка становить 206 амінокислот, а молекулярна маса — 21 718.
| 10         |  | 20         |  | 30         |  | 40         |  | 50         |
| ---------- |  | ---------- |  | ---------- |  | ---------- |  | ---------- |
| MGSGPRGALS |  | LLLLLLAPPS |  | RPAAGCPAPC |  | SCAGTLVDCG |  | RRGLTWASLP |
| TAFPVDTTEL |  | VLTGNNLTAL |  | PPGLLDALPA |  | LRTAHLGANP |  | WRCDCRLVPL |
| RAWLAGRPER |  | APYRDLRCVA |  | PPALRGRLLP |  | YLAEDELRAA |  | CAPGPLCWGA |
| LAAQLALLGL |  | GLLHALLLVL |  | LLCRLRRLRA |  | RARARAAARL |  | SLTDPLVAER |
| AGTDES     |  |            |  |            |  |            |  |            |

A: Аланін

C: Цистеїн

D: Аспарагінова кислота

E: Глутамінова кислота

F: Фенілаланін

G: Гліцин

H: Гістидин

L: Лейцин

M: Метіонін

N: Аспарагін

P: Пролін

Q: Глутамін

R: Аргінін

S: Серин

T: Треонін

V: Валін

W: Триптофан

Кодований геном білок за функцією належить до фосфопротеїнів. 
Задіяний у таких біологічних процесах, як клітинна адгезія, зсідання крові, гемостаз, альтернативний сплайсинг. 
Локалізований у мембрані.